# Ferenc Hatlaczky
Ferenc Hatlaczky (Vecsés, Pest, 17 de janeiro de 1934 — Budapeste, 8 de setembro de 1986) foi um canoísta húngaro especialista em provas de velocidade.

## Carreira
Foi vencedor da medalha de prata em K-1 10000 m em Melbourne 1956.